# Gheorghe Grigorovici
Gheorghe Grigorovici (4. května 1871 Storožynec – 18. července 1950 Bukurešť) byl rakouský politik rumunské národnosti z Bukoviny, na počátku 20. století poslanec Říšské rady.

## Biografie
Pocházel z rodiny učitele Basila Grigorovici. Vystudoval v letech 1885–1892 státní vyšší gymnázium v Rădăuți a potom medicínu na Vídeňské univerzitě. Podle jiného zdroje absolvoval Černovickou univerzitu. Pracoval jako dělnický tajemník a vydavatel rumunského sociálně demokratického tiskového orgánu Lupta. Patřil mezi zakládající členy sociální demokracie v Bukovině, která vznikla roku 1896. Na přelomu 19. a 20. století hrál významnou roli v místní politice. V roce 1905 byl zvolen tajemníkem rumunské sociální demokracie v Bukovině (Partidul Social Democrat Român din Bucovina).
Působil i jako poslanec Říšské rady (celostátního parlamentu Předlitavska), kam usedl ve volbách do Říšské rady roku 1907. Byl zvolen za obvod Bukovina 02. Mandát obhájil ve volbách do Říšské rady roku 1911. Po volbách roku 1907 i 1911 byl uváděn coby člen poslaneckého Klubu německých sociálních demokratů.
Když se po rozpadu monarchie utvořila v Bukovině rumunská národní rada s 48 členy, která se prohlásila reprezentantem této země, odmítl Grigorovici účast v tomto zákonodárném shromáždění s poukazem na to, že národní rada nerespektuje zájmy nerumunských národností, zejména Ukrajinců na správu regionu. Zároveň byl ale stoupencem sjednocení všech rumunských oblastí do rumunského státu.
Významně se politicky angažoval i v meziválečném období. Zasedal v několika volebních obdobích jako poslanec Parlamentu Rumunska. Podle jiného zdroje byl v letech 1919–1921 senátorem Parlamentu Rumunska. V letech 1936–1950 zastával funkci předsedy ústředního výboru Sociálně demokratické strany Rumunska. Odmítal komunistickou ideologii. V období od listopadu 1939 do května 1940 byl podtajemníkem na ministerstvu práce.
Po nastolení komunistického režimu v Rumunsku byl Grigorovici pronásledován. 13. června 1949 byl zatčen a bez soudního procesu uvězněn. Zemřel v červenci 1950 ve věznici Văcărești v Bukurešti.
Jeho manželkou byla Tatiana Grigorovici (rozená Pistermann), která působila jako marxistická publicistka a ekonomka.